# Juši tančí
Juši tančí (hráno též jako Yuši tančí, v německém originále Yuschi tanzt) je opereta ve třech aktech libretistů Leopolda Jacobsona a Roberta Bodanzkého a skladatele Ralpha Benatzkého. Vznikla v roce 1920 a měla premiéru 3. dubna 1920 ve vídeňském divadle (Wiener) Bürgertheater.

## Charakteristika a historie
Vídeňský, z Moravy pocházející skladatel Ralph Benatzky měl v době Juší za sebou již mnoho menších scénických děl a řadu písní zejména pro vídeňské kabarety, ale jen jeden významný operetní úspěch, totiž Lásku ve sněhu z roku 1916. Pro titulní roli Juší tančí získal vídeňský Bürgertheater jako hlavní tahák operetní hvězdu Mizzi Günther, jež hrála již v Lásce ve sněhu; režii měl Karl Forest (hrál také Jušina bratra), hlavní mužskou roli měl Robert Nästlberger, dále v premiéře hráli Kronegg, Viktoria Pohl-Meiser, Richard Waldemar, Leopold Straßmeyer, Henrich Pick a Bogia Horska, dirigoval skladatel.
Děj velmi připomíná Pucciniho Madam Butterfly, byť se šťastným koncem (Neue Freie Presse: „Děj se odehrává v japonské čajovně; ale vymyšlen mohl být ve vídeňské kavárně, kde se autoři večer setkali pod přetrvávajícím dojmem z představení Butterfly.“) Kritika chválila jazykovou úroveň libreta, zpochybňovala však jeho vhodnost pro operetní žánr: vytýkala mu uslzenost, prostupující i všemi lyrickými scénami, a absolutní nedostatek humoru. Hudba prokazovala Benatzkého talent, ale nejlépe v kupletech a tanečních číslech, které se současně k ději nejméně hodily. „Jaké rozpaky pro posuzovatele, když se při takovém operetním večeru už nedokáže rozhodnout, zda taneční čísla vyrušují ve vážných událostech, nebo zda tyto vážné události nejsou nepříjemným vyrušením od tanečních kuriozit jako one-step, two-step. fixtrot a foxtrot.“ Juši tančí se přesto hrála 109krát a rozšířila se po německy (a maďarsky) mluvícím prostoru natolik, aby upevnila Benatzkého reputaci. Skutečné popularity však dosáhly spíše jednotlivé melodie z operety, například Píseň o třešňovém květu (Das Lied der Kirschblüte) a Píseň dělníků na poli (Lied der Feldarbeiter).
V českých zemích ji hrálo poprvé německé divadlo v Brně v budově Německého domu dne 18. listopadu 1920, při příležitosti hostování herečky Rose Mitter-Mardi z Theater an der Wien. V češtině byla poprvé uvedena až s velkým odstupem, když byla Benatzký na vrcholu své popularity díky jiným dílům, a to 8. února 1936 v plzeňském Městském divadle v překladu Marie Loulové-Hezké.

## Děj operety
Malá gejša a moderně elegantní Američanka se utkávají o vlastnictví muže, avšak většinou velmi citlivým způsobem, při čemž kane mnoho slz. Tímto sporným mužem je mladý Američan Bill, který přijel do Jokohamy a tam navázal vztah s malou gejšou Juši, přestože již nebyl zcela volným. Považuje však tuto záležitost jen za bezvýznamný flirt a i uzavření manželství podle místních zvyklostí považuje za nezávazné. Právě v tomto bodě se však mýlí. Mladé Američance, která se domnívá, že má na něj má rovněž nárok, se již nedaří svého vyvoleného od myšlenek na Juši odvrátit, přestože ten svou japonskou nevěstu opustil. Dramatickou zápletku vyřeší konzul Bradford, jeho dcera a Jušin bratr. Juši následuje svého uprchlého manžela do New Yorku a vystupuje tam jako profesionální tanečnice. Tam se také odloučená srdce opět shledají.